# バーニー・マック
バーニー・マック（Bernie Mac、1957年10月5日 - 2008年8月9日）はアフリカ系アメリカ人の俳優、コメディアン。アメリカ合衆国イリノイ州シカゴ出身。

## プロフィール

### 遅咲き
19歳からシカゴのコメディハウス「コットン・ピッキン・クラブ」などでコメディアンとして活動していたが、20代にはUPSの営業員など様々な仕事につき、32歳のときに、新人コメディアンの登竜門である「ミラー・ライト・コメディ・サーチ」に優勝し、スタンダップ・コメディアンとして認められるようになった。彼のパフォーマンスはドキュメンタリー映画『キング・オブ・コメディ』（スパイク・リー監督）で観る事ができる。

### 俳優
1992年からは映画にも出演しはじめ、特に『オーシャンズ11』シリーズへの出演で知られている。
2001年から2006年までテレビで『バーニー・マック・ショー』のホスト（父親役）を務めて高い人気を得た。エミー賞に2度ノミネートされた。なおこの頃も「チャーリーズ・エンジェル・フルスロットル」や「Mr.3000」などの映画に多く出演した。

### 死去
2008年7月24日にサルコイドーシスによる肺炎のため入院し、8月2日に危篤状態になり、8月9日に死去した。50歳。映画「ソウル・メン」の撮影中の突然の死であり、50歳という若い死は大きなショックを持って迎えられ、CNNの「ラリー・キング・ライブ」など多くの番組で追悼番組が組まれた。

## 出演作品
- モー・マネー Mo' Money (1992)
- ビート・オブ・ダンク "Above The Rim"（1993）
- friday Friday (1995)
- ゲット・オン・ザ・バス Get on the Bus (1996)
- バップス B*A*P*S (1997)
- ザ・プレイヤーズ The Players Club (1998)
- エディ&マーティンの逃走人生Life (1999)
- ビッグ・マネー What's the Worst That Could Happen? (2001)
- オーシャンズ11 Ocean's Eleven (2001)
- ヒップホップ・プレジデント Head of State (2003)
- チャーリーズ・エンジェル フルスロットル Charlie's Angels: Full Throttle (2003)
- バッドサンタ Bad Santa (2003)
- Mr.3000 Mr. 3000 (2004)
- オーシャンズ12 'Ocean's Twelve (2004)
- ゲス・フー/招かれざる恋人 Guess Who (2005)
- オーシャンズ13 Ocean's Thirteen (2007)
- トランスフォーマー Transformers (2007)
- マダガスカル2 Madagascar: Escape 2 Africa (2008) 声の出演
- オールド・ドッグ Old Dogs (2009)